# Lagerstroemia loudonii
Espèce
Lagerstroemia loudonii est une espèce de la famille des Lythraceae. Il est également dénommé 
 (thaï : เสลา en Thaï ou salao (selon le STGS).
Il est originaire de Birmanie et de Thaïlande, où on le trouve à l'état sauvage en Isan et dans l'Est de la Thaïlande jusqu'au centre de la Thaïlande
Le salao est un arbre de taille moyenne qui atteint une hauteur comprise entre 10 et 20 m. Il est assez commun comme arbre décoratif dans les parcs de Thaïlande en raison de ses grappes de fleurs roses.L'arbre et sa fleur sont l'arbre provincial et la fleur provinciale de la province de Nakhon Sawan.

## Systématique
Le nom correct complet (avec auteur) de ce taxon est Lagerstroemia loudonii Teijsm. & Binn..
Lagerstroemia loudonii a pour synonymes :
- Lagerstroemia hirsuta Rottler
- Lagerstroemia hirsuta Rottler ex C.B.Clarke
- Lagerstroemia rottleri C.B.Clarke
- Lagerstroemia tomentosa var. loudonii (Teijsm. & Binn.) C.B.Clarke
- Murtughas loudonii (Teijsm. & Binn.) Kuntze
- Murtughas roettlerii (C.B.Clarke) Kuntze
- Murtughas rottleri (C.B.Clarke) Kuntze